# 蔗網蝽
蔗網蝽（学名：Abdastartus sacchari）为網蝽科蔗網蝽屬下的一个种。